# Kelly Ripa
Kelly Maria Ripa (Berlin, New Jersey, 1970. október 2.) amerikai színésznő, táncos, műsorvezető és producer. Legismertebb szerepei Hayley Vaughan a All My Children című szappanoperából, illetve Faith Fairfield a Hope & Faith című vígjátéksorozatból. 2001 óta a Live! with Kelly and Ryan című reggeli talk-show vezetője. A The Hollywood Reporter 2014-ben a "legbefolyásosabb médiaszemélyiségek" közé sorolta.

## Élete
A New Jersey állambeli Berlinben született és nevelkedett. Szülei Esther és Joseph Ripa voltak. Van egy nővére, Linda, aki gyerekkönyveket ír. Olasz és ír felmenőkkel rendelkezik. Katolikus hitben nevelkedett.
Az Eastern Regional High School tanulójaként érettségizett. Középiskolás korában pompomlány volt. Tanára biztatására kezdett színészkedni. Elmondása szerint rengeteget köszönhetett a tanárának. A Camden County College-en tanult pszichológiát, de kilépett és New Yorkba költözött.
Első jelentősebb tévés szerepe 1986-ban volt, amikor rendszeresen fellépett a Dancin' On Air, majd a Dance Party USA című műsorokban. Ekkor még híradós szeretett volna lenni.

## Magánélete
1995-ben ismerkedett meg Mark Consuelos-szal. 1996. május 1.-jén házasodtak össze. Három gyerekük született: Michael Joseph (1997. június 2.), Lola Grace (2001. június 16.) és Joaquin Antonio (2003. február 24.).
Sokáig a SoHói Crosby Streeten éltek, de 2015-ben eladták az ottani házukat, 20 millió dollárért. Ugyanebben az évben az East 76th Streetre költöztek.
2011-ben bejelentette, hogy mizofóniája van (gyűlöl bizonyos hangokat).